# Погорецкий, Феликс
Феликс Хуберт Погорецкий (пол. Feliks Hubert Pohorecki; 3 ноября 1890, Тернополь — 27 июля 1945, Краков) — польский историк-медиевист, архивариус.

## Биография
Учился во Львовском и Венском университетах. Преподавал в гимназии в Кротошине. Работал в Государственных архивах Познани (1923-1934) и во Львове (1918-1921, 1934-1939, 1941-1944). Создал и завершил картотеку пергаментных документов по 1359-1509 лет из Архива древних актов города Львова, а также каталог этих документов и картотеку пергаментных документов XV—XIX века из Государственного архива.

## Избранные публикации
- «Bibljoteka Archiwum Państwowego w Poznaniu 1869-1929» (Познань 1929),
- «Rytmika kroniki Galla-Anonima» (Познань 1930),
- «Targi i jarmarki» (Львов, 1933),
- «Catalogus diplomatum Bibliothecae Instituti Ossoliniani nec non Bibliothecae Pavlikovianae inde ab anno 1227 usque ad annum 1506» (Львов, 1937),
- «Kilka uwag o dyplomach i aktach wołyńskich» (Ровно 1938).